# Herbert Hauwede
Herbert Joachim Hauwede (* 17. Februar 1912 in Elberfeld; † 18. Oktober 2007 in Leipzig) war ein deutscher Maler, Zeichner und Grafiker.

## Leben und Werk
1915 kam Hauwede mit seiner Familie nach Leipzig. Seine Eltern waren beide Musiker und lebten getrennt, der Vater betrieb eine Gastwirtschaft und die alleinerziehende Mutter arbeitete als Handarbeitslehrerin und Kinopianistin. Von 1926 bis 1930 absolvierte Herbert Hauwede eine Lehre als Dekorationsmaler und von 1930 bis 1937 eine Ausbildung an der Leipziger Werkmeisterschule für Maler. In seiner Freizeit malte und zeichnete er seit Mitte der 1920er Jahre. Auch besuchte er Volkshochschulkurse bei Alfred Frank. 1937 und 1938 stellte er erstmals Aquarelle bei der Großen Leipziger Kunst-Ausstellung aus. Auf Rat von Walter Tiemann, der ihm ein staatliches Stipendium organisierte, absolvierte Hauwede 1939 die Aufnahmeprüfung zur Staatlichen Akademie für graphische Künste und Buchgewerbe Leipzig und immatrikulierte sich dort am 1. März 1940. Bereits nach vier Monaten Studium wurde er jedoch im Zuge des Zweiten Weltkriegs eingezogen und kämpfte als Infanterist auf dem Balkan, in Wolhynien und Ostpreußen. Mit einer schweren Verwundung geriet er in sowjetische Kriegsgefangenschaft. Sowohl während des Kriegsdienstes als auch im Gefangenenlager zeichnete er (Porträts, Landschafts-Studien). Das Leipziger Adressbuch verzeichnet ihn 1943 als Maler in der Oststraße 41. In der Zeit des Nationalsozialismus war Hauwede obligatorisch Mitglied der Reichskammer der bildenden Künste.
Nach der Entlassung aus der Gefangenschaft im August 1945 kam Hauwede nach Leipzig zurück, wo er zunächst wieder im Malergewerbe arbeitete. Als Künstler blieb er im Wesentlichen Autodidakt. Ab 1946 war er als freischaffender Künstler in Leipzig tätig. Er machte sich vor allem als Porträtist einen Namen. Er war Mitglied des Verbandes Bildender Künstler der DDR und in der Sowjetischen Besatzungszone bzw. der DDR auf einer bedeutenden Zahl von Ausstellungen vertreten.
Hauwede gehörte dem Verband der Guttempler an, dessen Leipziger Jugendgruppe er bereits als 18-Jähriger beigetreten war, und in dem er auch während der Zeit des Nationalsozialismus und der DDR aktiv blieb. Er pflegte eine Reihe von Künstlerfreundschaften unter anderem mit Emil Koch, Walter Bodenthal, Heinz Müller, Heinz Mutterlose, Willy Semm und Gerald Müller-Simon.
Ein Augenleiden Hauwedes führte nach 1982 zu einer Einschränkung seiner künstlerischen Tätigkeit.
Die Töpfermeisterin und Keramikerin Sabine Heyßel (* 1951 in Leipzig) ist seine Tochter.

## Werke (Auswahl)

### Tafelbilder
- Peter (Öl; 1952 auf der Mittelsächsischen Kunstausstellung)

- Porträt des Malers Erich Stephan (um 1960, Öl auf Malpappe. 38 × 34 cm)[3]

### Zeichnungen
- Porträt eines Jungen (um 1953, Zeichenkohle)[4]
- Kesselschmied Splett vom RAW Leipzig (um 1953, Zeichenkohle)[5]
- Kind mit Blockflöte (1953, Zeichenkohle)[6]
- Susanne (1958, 55 × 40 cm, Zeichenkohle)[7]
- Im Binnenhafen (um 1958, Zeichenkohle)[8]
- Selbstporträt (1953, Zeichenkohle, 55 × 40 cm)[9]
- Sabine (1963, Zeichenkohle und Kreide)[10]

### Buchillustration
- Hans Kugler u. a.: Unstruttal. Von Naumburg bis zur Sachsenburger Pforte. F. A. Brockhaus Verlag, Leipzig, 1963

## Beteiligung an Ausstellungen (mutmaßlich unvollständig)
- 1937: Leipzig, Museum der Bildenden Künste („7. Große Leipziger Kunstausstellung. Leipziger Künstler unserer Zeit“)
- 1946: Grimma, Berufsschule („Kunstausstellung“; Veranstalter FDGB)
- 1947: Leipzig, Museum der Bildenden Künste („Malerei der Gegenwart“)[11]
- 1948: Leipzig, Museum der Bildenden Künste (Leipziger Kunstausstellung)[12]
- 1952: Chemnitz, Schlossbergmuseum (Mittelsächsische Kunstausstellung)
- 1953: Berlin, Pergamon-Museum („Junge Grafik“)
- 1953: Leipzig, Grassi-Museum (Kunstausstellung Leipzig)
- 1953, 1958/1959, 1962/1963: Dresden, Dritte bis Fünfte Deutsche Kunstausstellung
- 1954: Altenburg/Thür., Lindenau-Museum („Kunstausstellung der Hundertjahrfeier des Staatlichen Lindenau Museums“)
- 1959: Berlin, Deutsche Akademie der Künste („Menschen unserer Zeit in Bildnissen“)
- 1964: Berlin, Nationalgalerie („Unser Zeitgenosse“)
- 1965: Leipzig, Museum der Bildenden Künste („500 Jahre Kunst in Leipzig“)
- 1969: Berlin („Architektur und Bildende Kunst. Ausstellung zum 20. Jahrestag der DDR“)
- 1977: Altenburg/Thüringen, Lindenau-Museum („Zeichnung im Bezirks Leipzig“)
- 1982: Leipzig, Museum der Bildenden Künste („Selbstbildnisse Leipziger Künstler“)
- 1984: Leipzig, Museum der bildenden Künste („Kunst in Leipzig 1949–1984“)